# لین سنگ
لین سنگ (انگلیسی: Lin Sang؛ زادهٔ august ۱۷, ۱۹۷۷ (۴۷ سال)) ورزشکار تیراندازی با کمان اهل چین است.
وی در مسابقات کشوری و بین‌المللی در مجموع برندهٔ ۱ مدال طلا، ۳ مدال نقره، ۱ مدال برنز شده‌است.